# Melicope revoluta
Melicope revoluta är en vinruteväxtart som beskrevs av Jacques Florence. Melicope revoluta ingår i släktet Melicope och familjen vinruteväxter. Inga underarter finns listade i Catalogue of Life.